# Discografia di Quincy Jones
Qui di seguito sono elencate tutte le produzioni di Quincy Jones.

## Album in studio
| Anno | Titolo                                                      | Etichetta          | Posizione in classifica | Posizione in classifica | Posizione in classifica |
| Anno | Titolo                                                      | Etichetta          | Billboard 200           | Jazz Albums             | Top R&B/Hip-Hop Albums  |
| ---- | ----------------------------------------------------------- | ------------------ | ----------------------- | ----------------------- | ----------------------- |
| 1956 | This Is How I Feel About Jazz                               | ABC-Paramount      | -                       | -                       | -                       |
| 1957 | Go West, Man!                                               | ABC-Paramount      | -                       | -                       | -                       |
| 1959 | The Birth of a Band!                                        | Mercury            | -                       | 21                      | -                       |
| 1959 | The Great Wide World of Quincy Jones                        | Mercury            | -                       | -                       | -                       |
| 1960 | I Dig Dancers                                               | Mercury            | -                       | -                       | -                       |
| 1961 | Around the World                                            | Mercury            | -                       | -                       | -                       |
| 1961 | Newport '61                                                 | Mercury            | -                       | -                       | -                       |
| 1961 | The Great Wide World of Quincy Jones Live (in Zurich!)      | Mercury            | -                       | 24                      | -                       |
| 1961 | The Quintessence                                            | impulse!           | -                       | -                       | -                       |
| 1962 | Big Band Bossa Nova                                         | Mercury            | -                       | -                       | -                       |
| 1963 | Quincy Jones Plays the Hip Hits                             | Mercury            | -                       | -                       | -                       |
| 1964 | Golden Boy                                                  | Mercury            | -                       | -                       | -                       |
| 1964 | I Had a Ball                                                | Mercury            | -                       | -                       | -                       |
| 1964 | Quincy Jones Explores the Music of Henry Mancini            | Mercury            | -                       | -                       | -                       |
| 1965 | Quincy Plays for Pussycats                                  | Mercury            | -                       | -                       | -                       |
| 1965 | Quincy's Got a Brand New Bag                                | Mercury            | -                       | -                       | -                       |
| 1969 | Walking in Space                                            | A&M                | 56                      | 2                       | 6                       |
| 1970 | Gula Matari                                                 | A&M                | 63                      | 2                       | 16                      |
| 1971 | Smackwater Jack                                             | A&M                | 56                      | 1                       | 11                      |
| 1973 | You've Got It Bad, Girl                                     | A&M                | 94                      | 1                       | 14                      |
| 1974 | Body Heat                                                   | A&M                | 6                       | 1                       | 1                       |
| 1975 | Mellow Madness                                              | A&M                | 16                      | 1                       | 3                       |
| 1976 | I Heard That!!                                              | A&M                | 43                      | 1                       | 16                      |
| 1978 | Sounds...and Stuff Like That!!                              | A&M                | 15                      | 1                       | 4                       |
| 1981 | Quincy Jones Live at the Budokan                            | A&M                | -                       | -                       | -                       |
| 1981 | The Dude                                                    | A&M                | 10                      | 3                       | 3                       |
| 1989 | Back on the Block                                           | Qwest              | 9                       | 1                       | 1                       |
| 1993 | Miles & Quincy Live at Montreux (con Miles Davis)           | Warner Bros.       | -                       | 1                       | -                       |
| 1995 | Q's Jook Joint                                              | Qwest              | 32                      | 1                       | 6                       |
| 2000 | Basie and Beyond (The Quincy Jones/Sammy Nestico Orchestra) | -                  | 10                      | -                       |                         |
| 2004 | The Original Jam Sessions 1969 (with Bill Cosby)            | Concord Jazz       | -                       | 12                      | -                       |
| 2010 | Q Soul Bossa Nostra                                         | Interscope Records | 86                      | -                       | 15                      |

## Raccolte
| Anno | Titolo                                   | Etichetta    | Posizione in classifica | Posizione in classifica | Posizione in classifica |
| Anno | Titolo                                   | Etichetta    | Billboard 200           | Jazz Albums             | Top R&B/Hip-Hop Albums  |
| ---- | ---------------------------------------- | ------------ | ----------------------- | ----------------------- | ----------------------- |
| 1972 | Ndeda                                    | Mercury      | 73                      | 12                      | -                       |
| 1982 | The Best                                 | A&M          | 122                     | 17                      | 45                      |
| 1999 | From Q with Love                         | Warner Bros. | 72                      | 1                       | 31                      |
| 2001 | Q: The Musical Biography of Quincy Jones | Rhino        | -                       | -                       | -                       |

## Colonne sonore
| Anno | Titolo                                      | Etichetta      | Posizione in classifica | Posizione in classifica | Posizione in classifica |
| Anno | Titolo                                      | Etichetta      | Billboard 200           | Jazz Albums             | Top R&B/Hip-Hop Albums  |
| ---- | ------------------------------------------- | -------------- | ----------------------- | ----------------------- | ----------------------- |
| 1961 | The Boy in the Tree                         | Mercury        | -                       | -                       | -                       |
| 1964 | L'uomo del banco dei pegni                  | Mercury        | -                       | -                       | -                       |
| 1965 | Mirage                                      | Mercury        | -                       | -                       | -                       |
| 1966 | La vita corre sul filo                      | Mercury        | -                       | -                       | -                       |
| 1966 | Cammina non correre                         | Mainstream     | -                       | -                       | -                       |
| 1967 | Enter Laughing                              | Liberty        | -                       | -                       | -                       |
| 1967 | A sangue freddo                             | Colgems        | -                       | -                       | -                       |
| 1967 | La calda notte dell'ispettore Tibbs         | United Artists | -                       | -                       | -                       |
| 1967 | Chiamata per il morto                       | Verve          | -                       | -                       | -                       |
| 1968 | For the Love of Ivy                         | ABC            | -                       | -                       | -                       |
| 1969 | Bob & Carol & Ted & Alice                   | Bell           | -                       | -                       | -                       |
| 1969 | John and Mary                               | A&M            | -                       | -                       | -                       |
| 1969 | L'oro di MacKenna                           | RCA            | -                       | -                       | -                       |
| 1969 | Un colpo all'italiana                       | Paramount      | -                       | -                       | -                       |
| 1969 | The Lost Man                                | Uni            | -                       | -                       | -                       |
| 1970 | Fiore di cactus                             | Bell           | -                       | -                       | -                       |
| 1970 | Omicidio al neon per l'ispettore Tibbs      | United Artists | -                       | -                       | -                       |
| 1971 | Dollars                                     | Reprise        | -                       | -                       | -                       |
| 1971 | Rapina record a New York                    |                | -                       | -                       | -                       |
| 1972 | Getaway!                                    |                | -                       | -                       | -                       |
| 1972 | La pietra che scotta                        | Prophesy       | -                       | -                       | -                       |
| 1977 | Roots                                       | A&M            | 21                      | 4                       | 6                       |
| 1978 | The Wiz: Original Motion Picture Soundtrack | MCA            | 40                      | -                       | 33                      |
| 1985 | Il colore viola                             | Qwest          | -                       | -                       | -                       |

## EP
- 1963 - Bossa nova (Mercury)
- 1969 - Mackenna's Gold (RCA Victor, con José Feliciano)
- 1973 - You've Got It Bad Girl (A&M Records)

## Singoli
- 1955 - Don't Get Scared/Funk Junction (Prestige, con King Pleasure)
- 1959 - Choo Choo Ch' Boogie/Marchin' the Blues (Mercury)
- 1959 - Cherokee/Eesom (Mercury)
- 1959 - Choo Choo Ch'Boogie/The Preacher (Mercury)
- 1961 - Hot Sake (Mercury)
- 1965 - Mirage (Original Motion Picture Score) (Mercury)
- 1966 - Who Needs Forever/The Deadly Affair (Instrumental Main Theme) (Verve Records, con Astrud Gilberto)
- 1968 - Lonely Bottles/Hangin' Paper (Colgems)
- 1969 - Main Title From "Bob & Carol & Ted & Alice"/Giggle Grass (Bell Records)
- 1969 - Main Squeeze/The Lost Man (Uni Records)
- 1969 - Theme From Mackenna's Gold (RCA Victor)
- 1970 - Gula Matari (A&M Records)
- 1970 - Killer Joe/Maybe Tomorrow (A&M Records)
- 1971 - Ironside/Cast Your Fate to the Wind (A&M Records)
- 1971 - Oh Happy Day/Love and Peace (A&M Records)
- 1972 - Money Runner/Money Is (Reprise Records, con Little Richard)
- 1972 - In the Heat of the Night/They Call Me Mister Tibbs (United Artists Records)
- 1972 - Bande Originale Du Film "Dollars" (Reprise Records, con Little Richard e Roberta Flack)
- 1973 - Summer in the City/Sanford & Son Theme (A&M Records)
- 1973 - Sanford & Son Theme (The Streetbeater) (A&M Records)
- 1974 - If I Ever Lose This Heaven/Along Came Betty (A&M Records)
- 1974 - Soul Saga (Song of the Buffalo Soldier)/Boogie Joe the Grinder (A&M Records)
- 1974 - Body Heat/One Track Mind (A&M Records)
- 1975 - Is It Love That We're Missin'/Cry Baby (A&M Records)
- 1975 - Mellow Madness/Paranoid (A&M Records)
- 1976 - Midnight Soul Patrol/Brown Soft Shoe (A&M Records)
- 1977 - "Roots" Medley (A&M Records)
- 1977 - What Shall I Do?/Oh Lord, Come By Here (A&M Records)
- 1978 - Love, I Never Had It So Good (A&M Records)
- 1978 - Stuff Like That (A&M Records)
- 1981 - Razzamatazz (A&M Records)
- 1981 - Baby, Come to Me (Qwest Records)
- 1981 - Betcha' Wouldn't Hurt Me (A&M Records)
- 1981 - Ai no corrida/Glad to Know You (Unidisc, con Chaz Jankel)
- 1981 - One Hundred Ways (A&M Records, feat. James Ingram)
- 1981 - Just Once (A&M Records)
- 1981 - Ai no corrida (A&M Records)
- 1981 - The Dude (singolo Quincy Jones) (A&M Records)
- 1981 - Just Once/The Dude (A&M Records, feat. James Ingram)
- 1981 - Somethin' Special/There's a Train Leavin' (A&M Records, con Patti Austin)
- 1981 - Glad to Know You/Betcha' Wouldn't Hurt Me (A&M Records)
- 1981 - Ai no corrida (I-No-Ko-Ree-Da)/Don't Look Now (A&M Records)
- 1982 - One Hundred Ways/The Dude (A&M Records)
- 1983 - Cara Fatina (Cdi, con Tony Renis)
- 1989 - I'll Be Good to You ()
- 1989 - Tomorrow (A Better You, Better Me) (Qwest Records)
- 1989 - I Don't Go for That (Qwest Records, Warner Bros. Records, con Siedah Garrett)
- 1990 - The Secret Garden (Sweet Seduction Suite) (Qwest Records)
- 1990 - The Places You Find Love/Back on the Block (Qwest Records)
- 1990 - Listen Up (Qwest Records)
- 1990 - Fly Me to the Moon/The Last Dance (Reprise Records, con Frank Sinatra, Count Baise e Nelson Riddle)
- 1990 - The Secret Garden (Sweet Seduction Suite) (Qwest Records)
- 1991 - Back on the Block (Qwest Records, con gli 808 State)
- 1992 - Hallelujah! (Reprise Records, con gli All Star Hallelujah Chorus)
- 1996 - Stomp (Qwest Records)
- 1996 - Slow Jams (Qwest Records, con Portrait e Barry White, feat. Babyface e Tamia)
- 1997 - They Call Me Mr. Tibbs/Mama Feelgood (EMI, con Lyn Collins)
- 1998 - Soul Bossa Nova (Manifesto)
- 1999 - Something I Cannot Have (Qwest Records, Warner Bros. Records, feat. Catero)
- 2001 - Soul Bossa Nova/Comin' Home Baby (Seven Up Records)
- 2004 - The New Mixes Vol. 1 (Concord Jazz, con Bill Cosby)
- 2005 - The Dude/When Love Calls (A&M Records, con Atlantic Starr)
- 2007 - Dam Edit Volume 2 (DaM Edits, con Dwele)
- 2009 - Saudade Vem Correndo/Summer in the City (Soul Sound Japan, con Stan Getz)

### Singoli promozionali
- 1959 - The Preacher (Mercury)
- 1966 - Mohair Sam/Baby Cakes (Mercury)
- 1967 - The Eyes of Love
- 1995 - You Put a Move on My Heart (Warner Bros. Records, Qwest Records, feat. Tamia)
- 1995 - On Tha' Razz (Qwest Records)
- 2004 - Do You Hicky-Burr? 4 Song Sampler CD (Concord Jazz, con Bill Cosby)

## Come produttore, compositore e arrangiatore

### Album
1954
- Roy Haynes/Quincy Jones - Jazz Abroad[2]
- Paul Quinichette - Moods
- James Moody - Moody (Prestige)

1955
- Helen Merrill - Helen Merrill
- Clark Terry - Clark Terry
- Betty Carter - Social Call
- Dinah Washington - For Those in Love
- Cannonball Adderley - Julian "Cannonball" Adderley
- Sonny Stitt - Sonny Stitt Plays Arrangements from the Pen of Quincy Jones

1956
- Dinah Washington - The Swingin' Miss "D"

1957
- Billy Taylor - My Fair Lady Loves Jazz
- Milt Jackson - Plenty, Plenty Soul (Atlantic)

1958
- Jimmy Raney/George Wallington - Swingin' In Sweden
- Harry Arnold - Harry Arnold + Big Band + Quincy Jones = Jazz!
- Art Farmer - Last Night When We Were Young

1959
- Eddie Barclay - Twilight Time
- Sarah Vaughan - Vaughan and Violins
- Milt Jackson - The Ballad Artistry of Milt Jackson (Atlantic)

1960
- Andy Williams - Under Paris Skies

1961
- Ray Charles - Genius+Soul=Jazz
- Peggy Lee - If You Go

1962
- Peggy Lee - Blues Cross Country
- Sarah Vaughan - You're Mine You
- Dinah Washington - Tears and Laughter
- Little Richard - King of the Gospel Singers
- Brook Benton - There Goes That Song Again
- Billy Eckstine - At Basin Street East
- Dinah Washington - I Wanna Be Loved (album)|I Wanna Be Loved

1963
- Dinah Washington - This Is My Story
- Lesley Gore - It's My Party
- Lesley Gore - I'll Cry If I Want To
- Bob James - Bold Conceptions
- Ella Fitzgerald (con Count Basie) - Ella and Basie!
- Count Basie - This Time By Basie: Hits of the '50s and '60s, Li'l Ol' Groovemaker...Basie!
- Lesley Gore - Lesley Gore Sings of Mixed-Up Hearts
- Sarah Vaughan - Sassy Swings the Tivoli

1964
- Lesley Gore - Boys, Boys, Boys
- Frank Sinatra (con Count Basie) - It Might as Well Be Swing
- Sarah Vaughan - Vaughan with Voices
- Lesley Gore - Girl Talk
- Sarah Vaughan - Sarah Vaughan Sings the Mancini Songbook

1965
- Lesley Gore - My Town, My Guy & Me
- Sammy Davis, Jr. (con Count Basie) - Our Shining Hour
- Manos Hadjidakis - Gioconda's Smile
- Sarah Vaughan - ¡Viva! Vaughan

1966
- Lesley Gore - Lesley Gore Sings All about Love
- Frank Sinatra (con Count Basie) - Sinatra at the Sands

1969
- Matt Monro - On Days Like These

1971
- Billy Preston - I Wrote a Simple Song

1973
- Aretha Franklin - Hey Now Hey (The Other Side of the Sky)

1976
- The Brothers Johnson - Look Out for #1

1977
- The Brothers Johnson - Right on Time

1978
- The Brothers Johnson - Blam!

1979
- Michael Jackson - Off the Wall
- Rufus featuring Chaka Khan - Masterjam

1980
- George Benson - Give Me the Night
- The Brothers Johnson - Light Up The Night

1981
- Patti Austin - Every Home Should Have One
- Lena Horne - Lena Horne: The Lady and Her Music

1982
- Donna Summer - Donna Summer
- Michael Jackson - Thriller
- E.T. the Extra-Terrestrial

1983
- James Ingram - It's Your Night

1984
- Patti Austin - Patti Austin
- Frank Sinatra - L.A. Is My Lady
- Various artists - USA for Africa: We Are the World

1987
- Michael Jackson - Bad

### Singoli
| Anno | Titolo                                                                    | Posizione in classifica          | Posizione in classifica | Posizione in classifica | Posizione in classifica   | Posizione in classifica |
| Anno | Titolo                                                                    | Hot R&B/Hip-Hop Singles & Tracks | The Billboard Hot 100   | Adult Contemporary      | Hot Dance Music/Club Play | Official Singles Chart  |
| ---- | ------------------------------------------------------------------------- | -------------------------------- | ----------------------- | ----------------------- | ------------------------- | ----------------------- |
| 1970 | Killer Joe                                                                | -                                | 74                      | -                       | -                         | -                       |
| 1972 | Money Runner                                                              | -                                | 57                      | -                       | -                         | -                       |
| 1975 | Is It Love That We're Missin'?                                            | -                                | 70                      | -                       | -                         | -                       |
| 1977 | Roots Medley                                                              | -                                | 57                      | -                       | -                         | -                       |
| 1978 | Stuff Like That                                                           | 1                                | 21                      | -                       | -                         | 34                      |
| 1981 | Ai no corrida                                                             | 10                               | 28                      | -                       | 5                         | 14                      |
| 1981 | Just Once                                                                 | 11                               | 17                      | -                       | -                         | -                       |
| 1981 | Razzamatazz (con Patti Austin)                                            | 17                               | -                       | -                       | -                         | 11                      |
| 1981 | One Hundred Ways (con James Ingram)                                       | 10                               | 14                      | -                       | -                         | -                       |
| 1981 | Betcha Wouldn't Hurt Me                                                   | -                                | -                       | -                       | -                         | 52                      |
| 1990 | I'll Be Good to You (con Ray Charles e Chaka Khan)                        | 1                                | 18                      | -                       | 1                         | 21                      |
| 1990 | The Secret Garden (con Al B. Sure, James Ingram, El DeBarge, Barry White) | 1                                | 31                      | 26                      | 67                        |                         |
| 1990 | Tomorrow (A Better You, Better Me) (with Tevin Campbell)                  | 1                                | 75                      | -                       | -                         | -                       |
| 1990 | I Don't Go for That                                                       | 15                               | -                       | -                       | -                         | -                       |
| 1991 | Wee B. Dooinit                                                            | 83                               | -                       | -                       | -                         | -                       |
| 1995 | You Put a Move on My Heart                                                | 16                               | 98                      | -                       | -                         | -                       |
| 1996 | Stomp                                                                     | -                                | -                       | -                       | 1                         | 28                      |
| 1996 | Slow Jams                                                                 | 10                               | 68                      | -                       | -                         | -                       |
| 1999 | Something I Cannot Have                                                   | 87                               | -                       | -                       | -                         | -                       |
| 2010 | Sanford & Son featuring T.I., B.o.B, Prince Charlez & Mohombi             | -                                | -                       | -                       | -                         | -                       |